# Темрюк (Донецький район)
Темрю́к — село Донецької міської громади Донецького району Донецької області, Україна. Населення становить 247 осіб. Відстань до Моспиного становить близько 8 км і проходить автошляхом місцевого значення.
Село було охоплене репресивними діями під час Голодомору. Так, секретарі міськрайпарткомів Донецької області, керуючись отриманою  29.11.1932 р. Постановою ЦК і ЦКК КП(б)У з дозволом провести "чистку окремих осередків, що засмічені опортуністичними елементами, які знаходяться під кулацьким впливом, саботують виконання плану хлібозаготівель" взялися за її ретельне виконання - і в т.ч. у тодішньому с. Темрюк - за надзвичайно низьке виконання хлібозаготівель провели цю чистку . . 

## Населення
За даними перепису 2001 року населення села становило 247 осіб, із них 2,83% зазначили рідною мову українську, 97,17% — російську мову.